# Mira (Włochy)
Mira – miejscowość i gmina we Włoszech, w regionie Wenecja Euganejska, w prowincji Wenecja.
Według danych na rok 2004 gminę zamieszkuje 35 358 osób, 360,8 os./km².

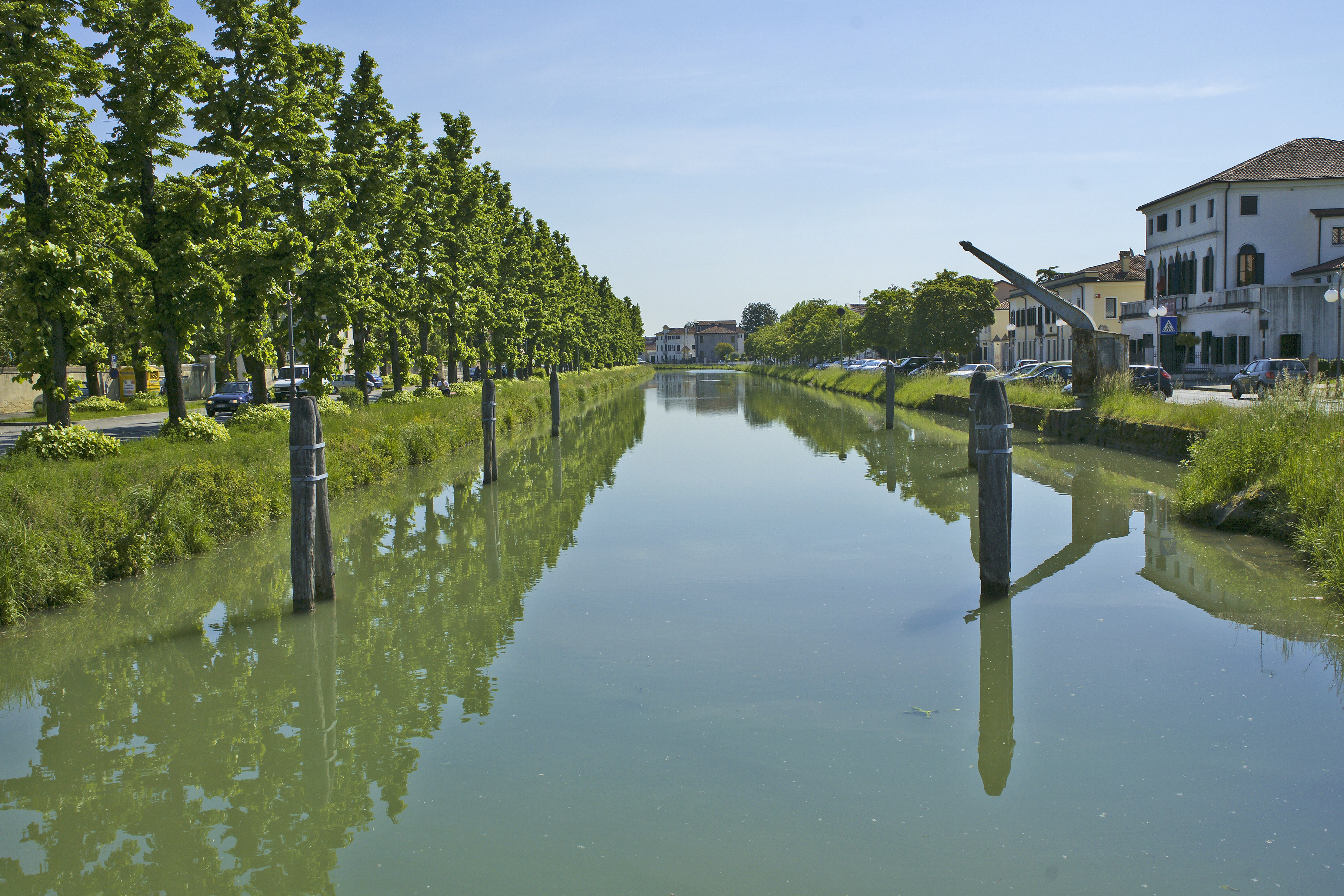
Naviglio del Brenta